# Pierre Bilger
Pour les articles homonymes, voir Bilger.
Pierre Bilger, né le 27 mai 1940 à Colmar et mort à Paris 15e le 4 mars 2011,, est une personnalité française du monde des affaires. Il a été notamment PDG d'Alstom. Il est le frère de François et Philippe Bilger.

## Biographie
Pierre Bilger est né le 27 mai 1940 à Colmar. Il est le fils de Joseph Bilger. Il intègre Sciences-Po puis l'ENA et devient ensuite inspecteur des finances en 1967.

### Carrière professionnelle

#### PDG d'Alstom
Après une carrière de haut fonctionnaire, il se lance en 1982 dans l'industrie à la Compagnie générale d'électricité (future Alcatel), carrière qu'il poursuit en 1987 au sein de l'une des filiales industrielles, d'abord Gec-Alsthom en 1989, puis Alstom en 1998.
Il en devient le Chief Executive Officer en 1991, puis le président-directeur général (PDG) en 1998.
C'est à cette période, en 1999 plus précisément, qu'Alstom crée une co-entreprise avec ABB nommée ABB Alstom Power, qui exerce dans le domaine des systèmes de production d'énergie. En 2000, Alstom en acquiert finalement la totalité des parts. En 1999, également, elle vend à General Electric (États-Unis) (GE) la totalité de son activité turbines à gaz pour laquelle elle avait jusque-là des accords de licence (TG 5000 et 6B) ou même de copropriété (TG 9B) avec GE. Cet achat et cette vente sont considérées comme des erreurs stratégiques importantes dans l'histoire du groupe.
Après douze années à la tête de l'entreprise, il prend sa retraite au début de 2003. À la suite de la grave crise financière que connaît l'entreprise et de l'entrée de l'État dans son capital en août 2003, étant donné la polémique à laquelle ces évènements donnent lieu, Pierre Bilger renonce à l'indemnité de départ de 4,1 millions d'euros, qui lui avait été attribuée en vertu de son contrat de travail de 1982, confirmé en 1998 par le conseil d'administration d'Alstom après sa cotation en bourse.

#### Publications et autres fonctions
Après cette expérience, il publie en 2004 un premier livre intitulé Quatre millions d'euros, le prix de ma liberté et en 2007 un second livre, Causeries à bâtons rompus.
Il a été membre du club Le Siècle. Il devint membre du comité de surveillance de Sinequa en 2006 et membre du conseil d'administration du groupe Eurotunnel en 2007. Il fut en outre président de la fondation de droit néerlandais, Stichting Preference Shares Renault-Nissan, et advisor du Management Consulting Group (Proudfoot Consulting, Ineum, Parsons).